# Ruço
José Carlos dos Santos mais conhecido como Ruço (Rio de Janeiro, 3 de junho de 1949 — Rio de Janeiro, 2 de setembro de 2012) foi um futebolista brasileiro que atuou como volante.
O volante ficou conhecido por sua passagem pelo Corinthians na década de 1970, é o autor do gol da chamada "invasão corinthiana", histórica partida válida pela semifinal do Campeonato Brasileiro de 1976.

## Carreira
Ruço chegou ao Corinthians em 1975. Sua estreia ocorreu em um amistoso contra o San Lorenzo (Argentina), no dia 1 de fevereiro de 1975. Conhecido pela sua cabeleira vermelha, o jogador carioca caiu na simpatia da torcida pela sua raça e comemorações de gol, que lhe renderam o apelido de "Beijinho Doce". Ao todo, o jogador atuou em 201 partidas (107 vitórias, 46 empates, 48 derrotas) e marcou 22 gols.
Ruço foi o autor do gol do Corinthians - feito de meia-bicicleta - contra o Fluminense, em 5 de dezembro de 1976, na chamada "Invasão Corintiana" ao estádio do Maracanã, pela semifinal do Campeonato Brasileiro daquele ano.
Em 13 de outubro de 1977, pouco mais de dez meses depois do gol no encharcado campo do Maracanã, Ruço era um dos titulares da equipe que venceu a Ponte Preta na final do Campeonato Paulista daquele ano, conquista que pôs fim ao jejum de títulos corintianos nesta competição.

## Homenagem
Em 2010, ruço é recebido no Memorial do Corinthians e marca seus pés na calçada da fama.

## Morte
Morreu na madrugada do dia 2 de setembro de 2012 vítima de AVC na cidade do Rio de Janeiro.

## Títulos
- Campeonato Capixaba de Futebol: 1983
- Campeonato Paulista: 1977
- Taça Governador do Estado de São Paulo: 1977
- Copa Cidade de São Paulo: 1975